# Dlžín
Dlžín é um município da Eslováquia, situado no distrito de Prievidza, na região de Trenčín. Tem 6,65 km² de área e sua população em 2023 foi estimada em 152 habitantes.

## Demografia
| Ano:        | 1994 | 2004    | 2014   | 2024    |
| ----------- | ---- | ------- | ------ | ------- |
| Broj ljudi: | 214  | 187     | 176    | 146     |
| Razlika:    |      | -12,61% | -5,88% | -17,04% |

| Ano:               | 2023 | 2024   |
| ------------------ | ---- | ------ |
| Número de pessoas: | 152  | 146    |
| Diferença:         |      | -3,94% |